# Tota Alves
Tota Alves (Portugal) é uma realizadora portuguesa premiada, que ficou conhecida em 2019, com a série documental O Meu Sangue.

## Biografia
Catarina Alves, conhecida como Tota Alves, cresceu no concelho de Gondomar, em Rio Tinto.
Estudou Universidade de Coimbra onde se formou em História. Depois de viver e trabalhar em Londres, voltou a Portugal e decide estudar escrita para cinema e televisão na capital portuguesa. 
Ficou conhecida ao realizar em 2019, a série documental O Meu Sangue, sobre a menstruação, com o apoio da RTP. 
Em 2024, tornou-se numa das co-fundadoras da associação MUTIM - Mulheres Trabalhadoras das Imagens em Movimento. 

## Prémios e reconhecimento
Em 2024, recebeu uma Menção Honrosa e o Prémio do Público para Melhor Curta no Festival IndieLisboa, pela curta Conseguimos fazer um Filme.  Este filme teve como de partida uma oficina de vídeo realizada no Bairro da Quinta do Loureiro (Lisboa), a convite do Festival Iminente, criado pelo grafitter português, VHILS. 

## Filmografia
Realizou:
- 2020 - O Meu Sangue, série documental, co-criada com Vitor Ferreira, para a RTP [11]
- 2020 - Dolores, série documental ficcional  [12][13]
- 2024 - Conseguimos fazer um Filme, curta metragem [14]